# Penanski jezici
Punan-Nibong jezici (noviji naziv penanski jezici; ISO 639-3: pne; istočni: ISO 639-3: pez), jedna od glavnih skupina malajsko-polinezijske porodice, ili po drugoj klasifikaciji, jedini član istoimene podskupine, odnosno dio borneanske skupine čiji se jezici govore na Sarawaku u Maleziji. 
U punan-nibong jezike klasificiraju se istočnopenanski (indikator pez) i zapadnopunanski (pne). Ovim jezikom ili jezicima govore lovačko-sakupljačka plemena Punan i Nibong. Prvi žive na rijekama Baram i Balui, a drugi na rijeci Lobong, pritok Tinjara. 
Plemena Punan Bah-Biau i Punan Batu govore drugim jezicima. Dijalekti su nibong, bok punan (bok), punan silat, punan gang (gang), punan lusong (lusong), penan apo, sipeng (speng), punan lanying, jelalong punan.
Prema najnovijopj klasifikaciji istočnopenanski i zapadnopenanski čine podskupinu penanskih jezika koja je dio šire skupine Kayan-Kenyah, i preko nje se klasificiraju u sjevernosaravačke i sjevernobornejske jezike. 
Populacija: 9,000u Maleziji (1988 Lian). Nekoliko desetaka u Bruneju.

## Vanjske poveznice
- Ethnologue (14th)